# Ophioderma phoenium
Ophioderma phoenium är en ormstjärneart som beskrevs av Hubert Lyman Clark 1918. Ophioderma phoenium ingår i släktet Ophioderma och familjen Ophiodermatidae. Inga underarter finns listade i Catalogue of Life.